# Słostowice
Słostowice [pronunciación en polaco: /swɔstɔˈvit͡sɛ/] es un pueblo ubicado en el distrito administrativo de Gmina Gomunice, dentro del condado de Radomsko, Voivodato de Łódź, en el centro de Polonia. Se encuentra a unos 13 kilómetros al norte de Radomsko y a 67kilómetros al sur de la capital regional Łódź.